# Jordan Grand Prix
Jordan Grand Prix a fost un constructor de Formula 1 care a concurat în Campionatul Mondial din 1991 până în 2005. Echipa a fost numită după omul de afaceri și fondatorul irlandez Eddie Jordan și avea sediul la Silverstone, Regatul Unit, dar a concurat cu o licență irlandeză.
Înainte de a intra în Formula 1, echipa concurase deja în clasele inferioare de curse precum Formula 3 și Formula 3000. Jordan a avut un prim sezon solid în Formula 1, clasându-se la finalul sezonului 1991 pe locul 5 în clasamentul constructorilor. Primul podium din palmaresul constructorului a fost obținut de brazilianul Rubens Barrichello la Marele Premiu al Pacificului din 1994, cu o clasare pe locul 3. Prima victorie a echipei a venit la Marele Premiu al Belgiei din 1998, fiind obținută de Damon Hill. De asemenea, în aceeași cursă, Ralf Schumacher a terminat pe locul 2, marcând astfel singura finalizare 1-2 din istoria echipei. Sezonul 1999 a fost cel mai bun pentru Jordan, sezon în care echipa s-a luptat chiar pentru campionatul piloților prin Heinz-Harald Frentzen. A încheiat anul pe locul 3 în campionatul constructorilor după ce Frentzen a obținut două victorii și alte patru clasări pe podium.
Începutul anilor 2000 a adus dificultăți financiare, astfel încât echipa nu s-a mai putut lupta cu giganții din față. Ultima victorie a fost obținută la Marele Premiu al Braziliei din 2003 de către Giancarlo Fisichella. La începutul lui 2005, echipa a fost vândută către Midland Group, care a ales să concureze pentru un ultim sezon sub numele „Jordan”, înainte de a redenumi echipa ca MF1 Racing pentru sezonul 2006. Ultimul podium a venit la Marele Premiu al Statelor Unite din 2005 după ce Tiago Monteiro a terminat pe locul 3 într-o cursă controversată în care au luat startul doar trei echipe.
Pe parcursul perioadei petrecute în Formula 1, Jordan a participat în 250 de curse, dintre care a câștigat patru, a obținut două pole-uri, a realizat de două ori cel mai rapid tur al cursei și a obținut 19 podiumuri.

## Istoric

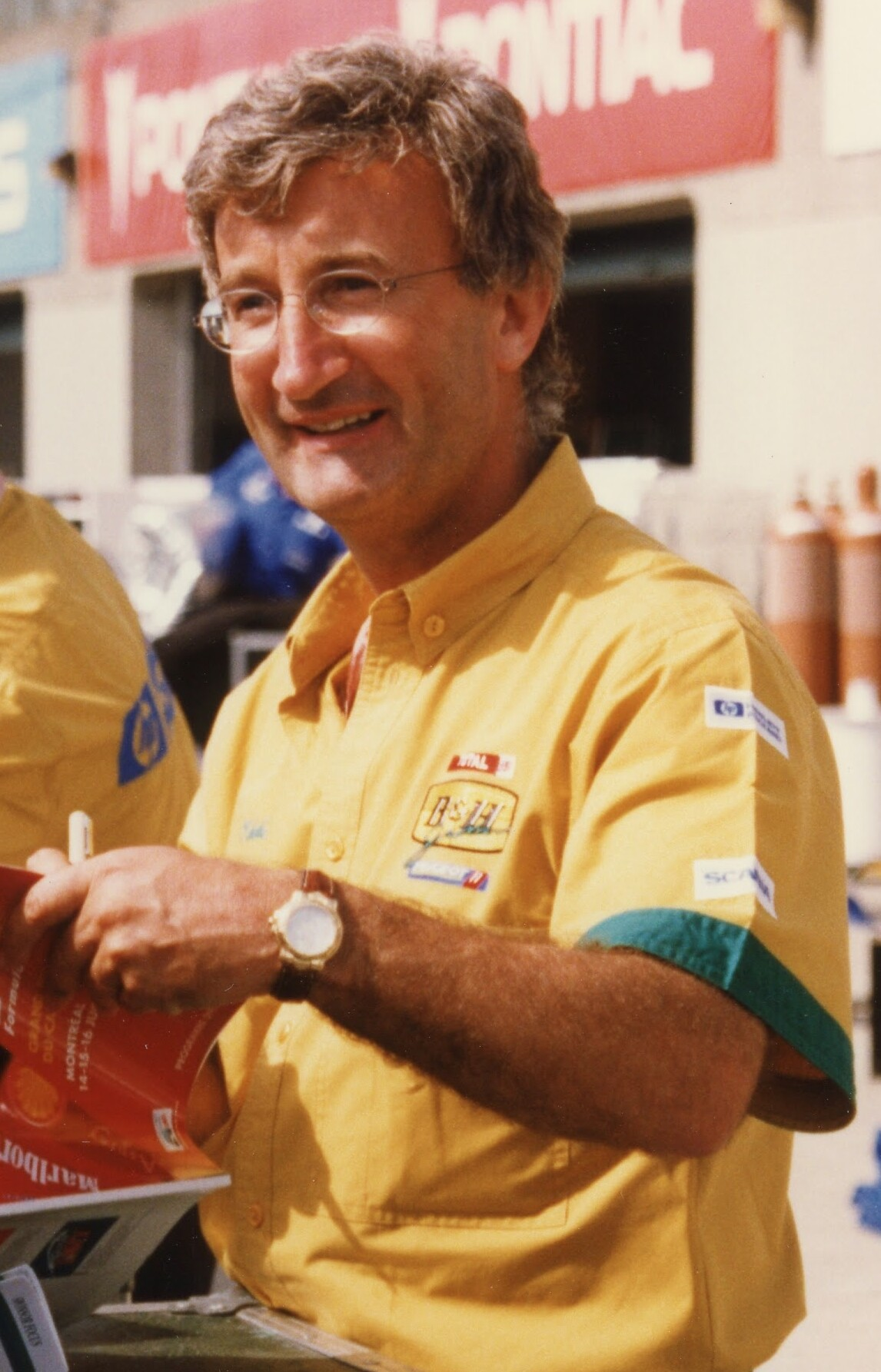
Eddie Jordan (fotografiat în 1996), fondatorul echipei.

### Înainte de Formula 1
Eddie Jordan a avut o scurtă perioadă ca pilot de curse la sfârșitul anilor 1970 înainte de a fonda Eddie Jordan Racing la începutul anilor 1980. Echipa a ajuns pentru prima dată în ochii publicuui în campionatul britanic de Formula 3 din 1983, cu un duel între pilotul de testare al Jordan, Ayrton Senna, și pilotul Jordan-Ralt, Martin Brundle. Brundle a fost depășit de brazilian în ultima rundă a campionatului. Echipa a promovat la International Formula 3000 în 1988, câștigând prima cursă din categorie cu Johnny Herbert la volan. În 1989, Jordan a câștigat campionatul piloților F3000 alături de viitorul star de Formula 1 Jean Alesi. Echipa i-a mai avut în componență și pe viitori piloți de F1 precum Martin Donnelly și Eddie Irvine în F3000.

### Formula 1

#### 1991-1993: începuturile

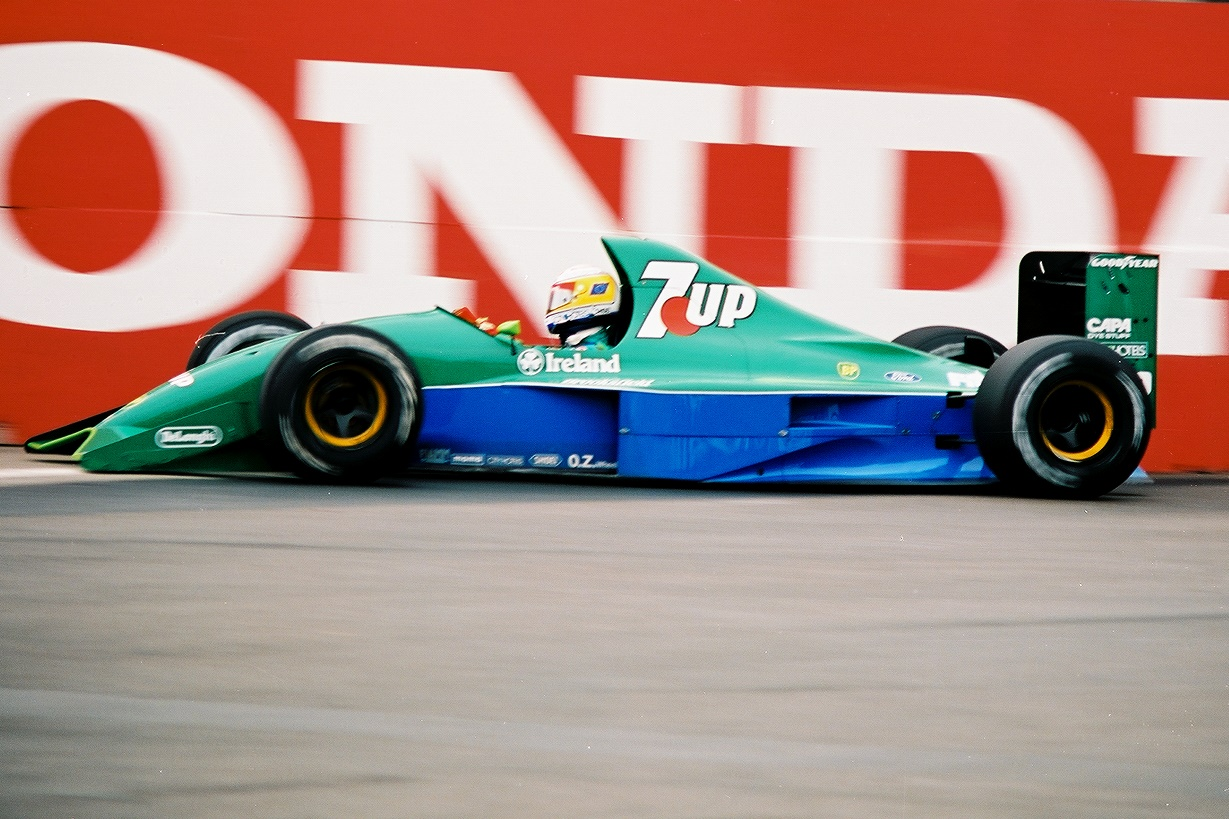
Bertrand Gachot a oferit debutul lui Jordan în Formula 1 la Marele Premiu al Statelor Unite din 1991.

Succesul lui Jordan în formulele inferioare a inspirat crearea unui program de Formula 1 pentru sezonul 1991 și schimbarea numelui în „Jordan Grand Prix”. Primul pilot care a testat o mașină Jordan de F1 a fost John Watson. Jordan i-a semnat italianul veteran Andrea de Cesaris și belgianul Bertrand Gachot pentru a concura cu primele sale mașini, care erau propulsate de motoare Ford. Echipa a avut un sezon de debut foarte solid, terminând pe locul 5 în Campionatul Constructorilor, de Cesaris terminând pe locul 9 în Campionatul Piloților. De Cesaris se afla pe locul al doilea pentru o mare parte din Marele Premiu al Belgiei și chiar se apropia de liderul Ayrton Senna până când mașina a suferit o defecțiune mecanică în ultimele tururi. Gachot a fost trimis la închisoare la mijlocul sezonului pentru că a atacat un șofer de taxi și a fost înlocuit pentru Marele Premiu al Belgiei de către Michael Schumacher. Echipa a primit 150.000 de dolari de la Mercedes-Benz pentru că i-a oferit tinerei vedete germane de mașini sport experiență în cursele de Mare Premiu. În ciuda acordului de principiu al Jordan cu Mercedes de a-l păstra pe Schumacher pentru restul sezonului, pilotul german a semnat cu Benetton-Ford pentru următoarea cursă. Jordan a cerut o ordonanță în instanțele din Regatul Unit pentru a-l împiedica pe Schumacher să conducă pentru Benetton, dar a pierdut cazul, deoarece aceștia nu semnaseră încă un contract. Pilotul înlăturat de la Benetton, Roberto Moreno, și viitorul câștigător al titlului Champ Car, Alessandro Zanardi, au condus ulterior a doua mașină a echipei. Succesul obținut Jordan a venit literalmente la un preț mare. Echipa a fost nevoită să treacă la motoare Yamaha mai ieftine pentru sezonul 1992. Cu Maurício Gugelmin și Stefano Modena la volan, echipa a avut dificultăți majore și nu a reușit să marcheze niciun punct până la ultima cursă a sezonului.
Pentru 1993, echipa a schimbat furnizorul de motoare, trecând de data aceasta la Hart. Din nou, sezonul a început cu doi piloți noi, Ivan Capelli și debutantul brazilian Rubens Barrichello. Capelli a plecat după două curse și alți cinci piloți au făcut echipă cu Barrichello în timpul campaniei din 1993. Jordan a avut doar o îmbunătățire moderată, marcând trei puncte. Semnele de stabilitate începeau să se arate aproape de sfârșitul sezonului când lui Barrichello i s-a alăturat Eddie Irvine, un fost pilot al Jordan din F3000. Irvine a terminat pe locul șase și și-a asigurat un punct în cursa sa de debut din Formula 1 de la Suzuka, după ce s-a luptat memorabil împotriva lui Ayrton Senna de la McLaren, pentru a-l depăși pe Damon Hill. După ce cursa s-a terminat, Senna, înfuriat de ceea ce a considerat un condus periculos din partea lui Irvine în condiții meteorologice nefavorabile, a intrat cu năvală în garajul Jordan și l-a lovit pe Irvine în față după ce acesta l-a împins într-o discuție aprinsă.

#### 1994-1996: rezultatele încep să apară

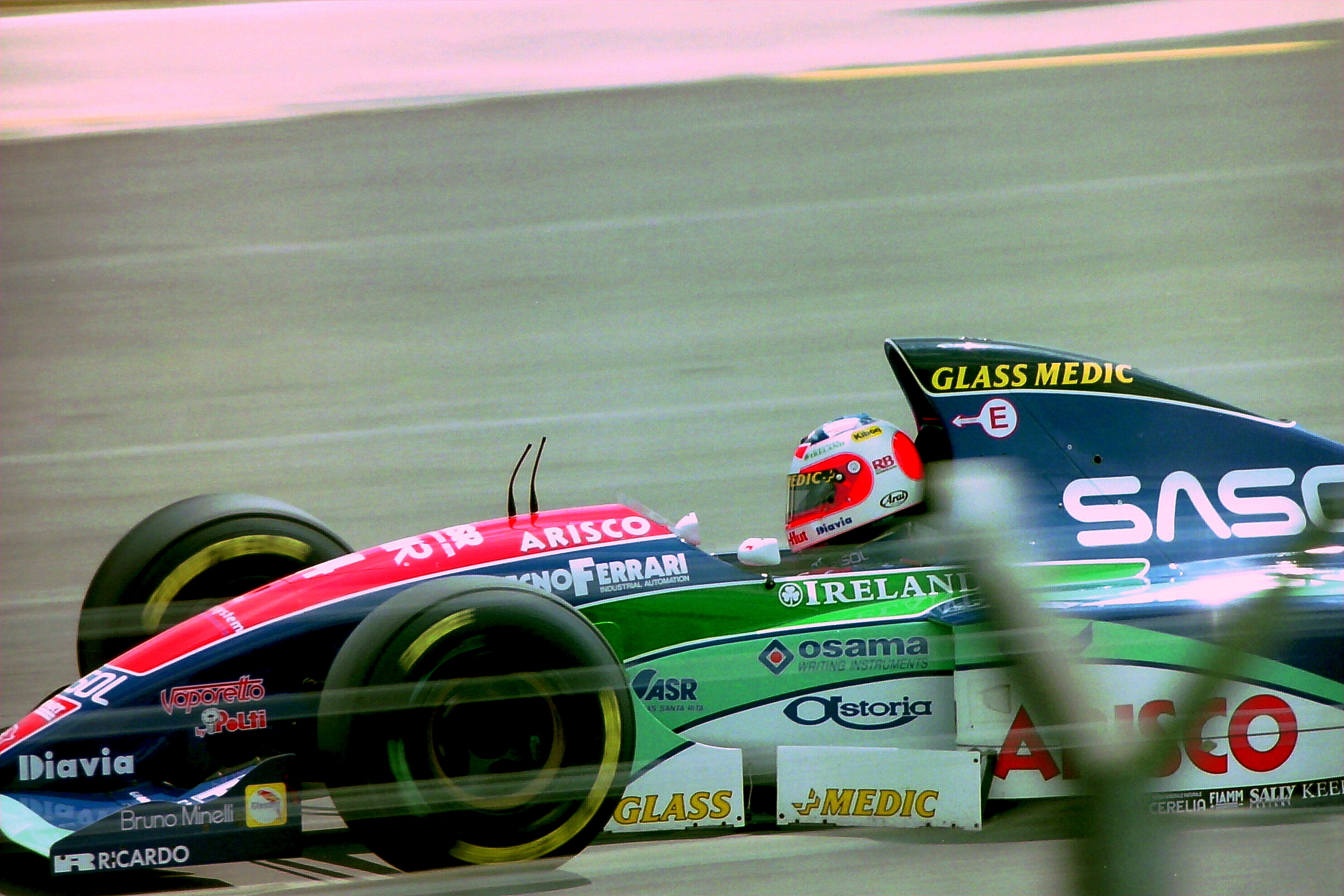
Rubens Barrichello a obținut primul podium pentru Jordan la Marele Premiu al Pacificului din 1994.

Barrichello și Irvine au continuat la echipă și pentru sezonul 1994, păstrându-se și parteneriatul cu furnizorul de motoare Hart. Irvine a avut un început prost de sezon, primind o interdicție de trei curse pentru condus nesportiv. Barrichello i-a adus echipei prima clasare pe podium în Japonia la Marele Premiu al Pacificului, dar a fost aproape să își piardă viața în cursa următoare din San Marino într-un accident înspăimântător suferit în calificări. Echipa a depășit aceste dificultăți și a revenit la forma inițială, repetând locul cinci în Campionatul Constructorilor cu 28 de puncte,[4] o realizare notabilă a unei echipe cu buget redus și cu un motor proiectat și construit de Darrell O'Brien/Hart Engineering. Barrichello a obținut primul pole position al lui Jordan după o sesiune de calificări pe ploaie pentru Marele Premiu al Belgiei și a terminat pe locul 6 în Campionatul piloților cu 19 puncte.
Jordan a trecut la motoarele Peugeot în 1995, după ce aceștia au petrecut un sezon cu echipa McLaren, care a trecut la motoarele Mercedes-Benz. În timpul Marelui Premiu al Canadei din acel an, atât Barrichello, cât și Irvine au terminat pe podium, terminând pe locul al doilea, respectiv al treilea. A fost punctul culminant al unui an nespectaculos, dar relativ solid pentru Jordan, deoarece au rămas la mijlocul clasamentului pentru a termina pe locul 6 în campionat.
Când Irvine a plecat în 1996 pentru a deveni coechipierul lui Michael Schumacher la Ferrari, Jordan l-a înlocuit cu veteranul Martin Brundle, fostul câștigător de la Le Mans și campion mondial de mașini sport. Echipa nu a reușit să urce din nou pe podium, dar ambii piloți au obținut mai multe clasări pe locul patru, astfel încât Jordan a terminat pe locul al cincilea în campionatul constructorilor. În 1996, echipa a adoptat, de asemenea, schema lor de culori galben strălucitor, care va deveni marca lor comercială.

#### 1997-2001: Jordan ajunge în frunte
Pentru 1997, ambii piloți din anul precedent au părăsit echipa. Barrichello a plecat la Stewart Grand Prix, nou-intrată în campionatul mondial, în timp ce Brundle a devenit comentator de Formula 1 pentru ITV. Jordan i-a înlocuit cu italianul Giancarlo Fisichella, care a concurat pentru Minardi în anul precedent, și tânărul Ralf Schumacher, fratele lui Michael. Din nou, echipa a terminat pe locul 5 în campionat, Fisichella obținând două podiumuri. La Hockenheim, Fisichella s-a aflat la conducerea cursei, dar a pierdut în fața lui Gerhard Berger înainte de a abandona, când radiatorul mașinii lui a suferit o perforație. Celălalt punct culminant al italianului a fost realizarea celui mai rapid tur la Marele Premiu al Spaniei. Un moment slab al sezonului a venit în Argentina, când Ralf Schumacher și-a eliminat coechipierul italian în timpul cursei, care a fost însă salvat de primul podium al lui Ralf.
În 1998, echipa a făcut cea mai mare mutare de până acum, semnându-l pe fostul campion mondial Damon Hill, înlocuindu-l astfel pe Fisichella. Echipa și-a înlocuit și furnzizorul de motoare, trecând la motoarele Mugen Honda în detrimentul Peugeot, care a mers la Prost. Până la jumătatea sezonului, Jordan nu reușise să marcheze niciun punct din cauza problemelor de fiabilitate. În acel moment, l-au semnat pe Mike Gascoyne de la Tyrrell pentru a întări echipa tehnică, iar directorul tehnic de lungă durată Gary Anderson a demisionat la câteva luni după. Lucrurile s-au îmbunătățit foarte mult spre sfârșitul sezonului și la Marele Premiu al Belgiei, desfășurat pe ploaie din acel an, în care au terminat cursa doar șase mașini, Hill i-a adus lui Jordan prima victorie în Formula 1, care a fost și cea de-a 22-a victorie a lui Hill din carieră. Ralf Schumacher a îndulcit victoria, terminând și el pe locul doi. Cu toate acestea, s-a dezvăluit mai târziu că acestea au fost de fapt ordine de echipă - lui Schumacher i s-a ordonat să nu treacă de Hill. Furios de acest lucru, fratele său Michael i-a spus lui Jordan că Ralf nu va mai concura niciodată pentru echipă și, ulterior, a cumpărat contractul fratelui său pentru 2 milioane de lire sterline. Acest lucru l-a mulțumit pe Jordan din cauza scandalului și a modului de schimbare a lui Michael de la Jordan la Benetton în 1991. Hill a terminat pe locul 6 în clasamentul piloților, cu Ralf pe locul 10. Manevra lui Hill asupra lui Heinz-Harald Frentzen din ultimul viraj al ultimului tur din Marele Premiu al Japoniei i-a permis să termine cursa pe locul al patrulea și, de asemenea, i-a adus lui Jordan pe locul patru în Campionatul Constructorilor din 1998 (acest lucru a fost marcat de speculațiile precum că Frentzen i-a „oferit” poziția lui Hill, germanul confirmând mutarea la Jordan pentru 1999, după o carieră tumultoasă cu Williams).

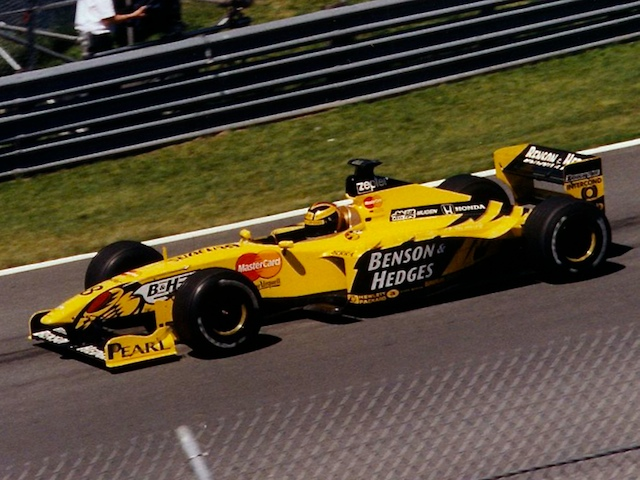
Heinz-Harald Frentzen în Marele Premiu al Canadei din 1999. Sezonul a fost cel mai de succes pentru Jordan în F1, Frentzen câștigând două curse. Echipa a terminat pe locul al treilea în Campionatul Constructorilor.

Cu Frentzen și Ralf Schumacher schimbând echipe pentru 1999 (Frentzen la Jordan și Ralf la Williams), sezonul se va dovedi a fi un coșmar pentru Hill, care urma să se retragă la sfârșitul sezonului. Cu toate acestea, sezonul lui Frentzen a fost un succes imens, germanul obținând două victorii și un pole position. Pentru o scurtă perioadă de timp, Frentzen a avut șanse reale la titlul mondial, dar ghinionul și viteza superioară a mașinilor McLaren și Ferrari i-au pus capăt speranțelor. Frentzen a terminat pe locul al treilea în Campionatul Piloților, iar echipa a terminat, de asemenea, pe locul trei în rândul Constructorilor. 1999 avea să fie cel mai bun sezon al echipei.
Pentru sezonul 2000, Hill a fost înlocuit cu Jarno Trulli, liber de contract după câțiva ani la Prost și Minardi. Viteza sa în calificări a impresionat în special, dar nu a reușit să marcheze vreun podium. Frentzen nu a reușit să reproducă succesul din 1999, iar echipa a revenit pe locul 6 în Campionatul Constructorilor. Echipa fusese aproape să obțină puncte majore la Monaco, dar ghinionul a intervenit: Trulli a fost înaintea eventualului câștigător David Coulthard până când cutia sa de viteze s-a defectat, în timp ce Frentzen, aflat pe locul doi, a lovit zidul din virajul Sainte Devote cu doar opt tururi înainte de final.

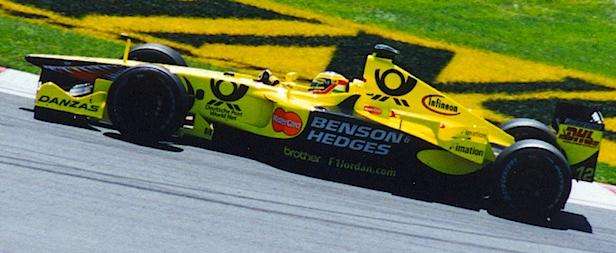
Jarno Trulli în Marele Premiu al Canadei din 2001.

Ambii piloți au rămas la Jordan și pentru 2001, dar s-a trecut la motoarele Honda de fabrică, care erau deja furnizate echipei rivale BAR, după ce Mugen a părăsit sportul la sfârșitul anului 2000. Acest lucru a dus la o luptă pentru dreptul de a utiliza motoarele Honda pe termen lung. Frentzen a fost eliberat din echipă la mijlocul sezonului, o serie de dezacorduri cu șeful echipei, Eddie Jordan, fiind o posibilă explicație. Jordan însuși a spus că a renunțat la Frentzen pentru a-l aduce pe Takuma Sato pentru 2002, o încercare de a satisface Honda. Frentzen a fost înlocuit de pilotul de testare Ricardo Zonta la Marele Premiu al Germaniei, dar de atunci Jean Alesi, aflat în etapele finale ale carierei sale în Formula 1, a ocupat locul. În mijlocul tuturor neînțelegerilor, Trulli a terminat în puncte de patru ori, iar echipa a terminat pe locul 5 în Campionatul Constructorilor pentru a cincea oară, în fața rivalilor BAR.

#### 2002-2005: o ultimă victorie nesperată urmată de declin
Jordan s-a reorganizat în 2002, Fisichella revenind la echipă, iar Takuma Sato a fost semnat în mare măsură datorită influenței Honda. Din cauza unei scăderi a banilor din sponsorizare, echipa a scăzut în performanță și în clasament. Fisichella s-a calificat adesea bine, un loc al șaselea pe grilă de la Montreal și un loc al cincilea pe grila de la Budapesta fiind punctele culminante ale sezonului. Cu toate acestea, din punct de vedere al rezultatelor, italianul a obținut doar trei clasări pe locul cinci și un loc al șaselea în Ungaria. Sato a arătat momente de sclipire, dar a reușit doar două puncte în cursa de acasă. În ciuda scăderii formei, Jordan a reușit totuși clasarea pe locul șase în campionat, cu două locuri înaintea principalilor rivali BAR.

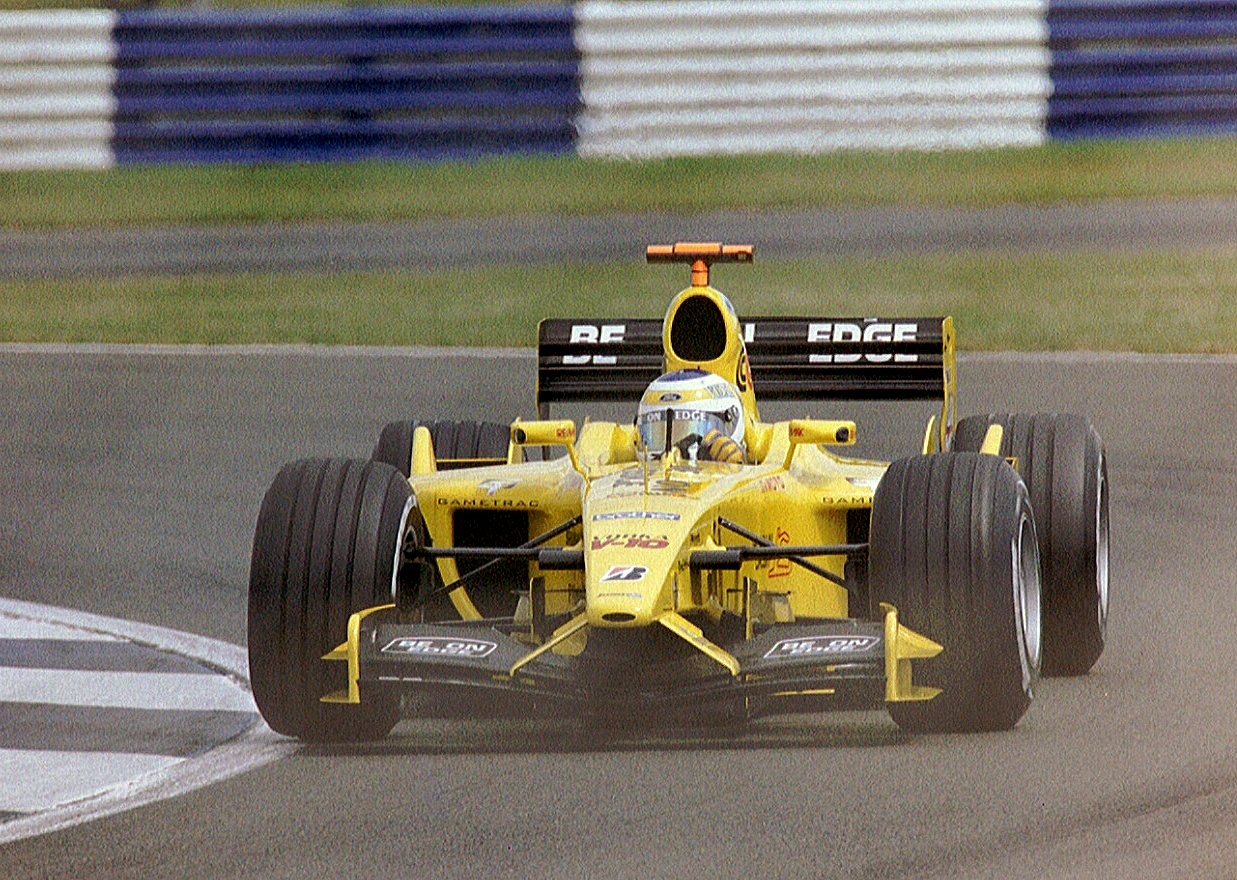
Giancarlo Fisichella a obținut ultima victorie pentru Jordan din Formula 1 la Marele Premiu al Braziliei din 2003 (fotografiat aici la Marele Premiu al Marii Britanii din acel an).

Pentru 2003, Honda a părăsit Jordan pentru a se concentra pe parteneriatul lor cu BAR. Jordan a trebuit să se descurce cu motoarele Ford Cosworth, iar sezonul nu a fost privit ca pe un succes. În ciuda faptului că a terminat doar peste Minardi în clasamentul constructorilor, Jordan a reușit să câștige o cursă în 2003. Acest lucru a avut loc în circumstanțe bizare la Marele Premiu al Braziliei care a fost afectat de ploaie. În urma unui accident masiv pe linia de start/sosire, cursa a fost oprită cu steag roșul. După o inițială confuzie, Giancarlo Fisichella a fost clasat pe locul al doilea în spatele lui Kimi Räikkönen, care a urcat pe ultima treaptă a podiumului. Cu toate acestea, o anchetă FIA câteva zile mai târziu a rezultat în schimbarea deciziei, Fisichella fiind declarat oficial câștigătorul cursei. Prin urmare, Fisichella nu și-a putut sărbători prima sa victorie din carieră pe podium, dar el și Räikkönen și-au schimbat trofeele într-o ceremonie improvizată la următoarea cursă din San Marino, în timp ce Ron Dennis de la McLaren i-a predat trofeul constructorilor lui Eddie Jordan. În afară de victoria oportunistă, nici Fisichella, nici coechipierul debutant Ralph Firman nu au reușit să obțină vreun fel de succes cu mașina EJ13. După ce Firman s-a accidentat în antrenamentele pentru Marele Premiu al Ungariei, Jordan a aliniat primul pilot maghiar din Formula 1, Zsolt Baumgartner. Firman a revenit pentru ultimele două evenimente, dar nu a reușit să-și mai adauge altceva punctului câștigat în Spania. Fisichella a reușit doar două puncte peste victoria sa și, nemulțumit de forma echipei, a plecat la Sauber.
În iunie 2003, Jordan a dat în judecată compania de telefonie mobilă Vodafone pentru 150 de milioane de lire sterline, susținând că compania a încheiat un contract verbal pentru o sponsorizare de trei ani, care însă a trecut apoi la Ferrari. Jordan și-a retras acțiunea două luni mai târziu, fiind de acord să plătească costurile de judecată către Vodafone. Aceasta a fost o dublă lovitură financiară din care echipa nu și-a revenit niciodată. Judecătorul a fost extrem de critic la adresa lui Eddie Jordan, marcând acuzațiile împotriva Vodafone ca fiind „fără temei și false”.

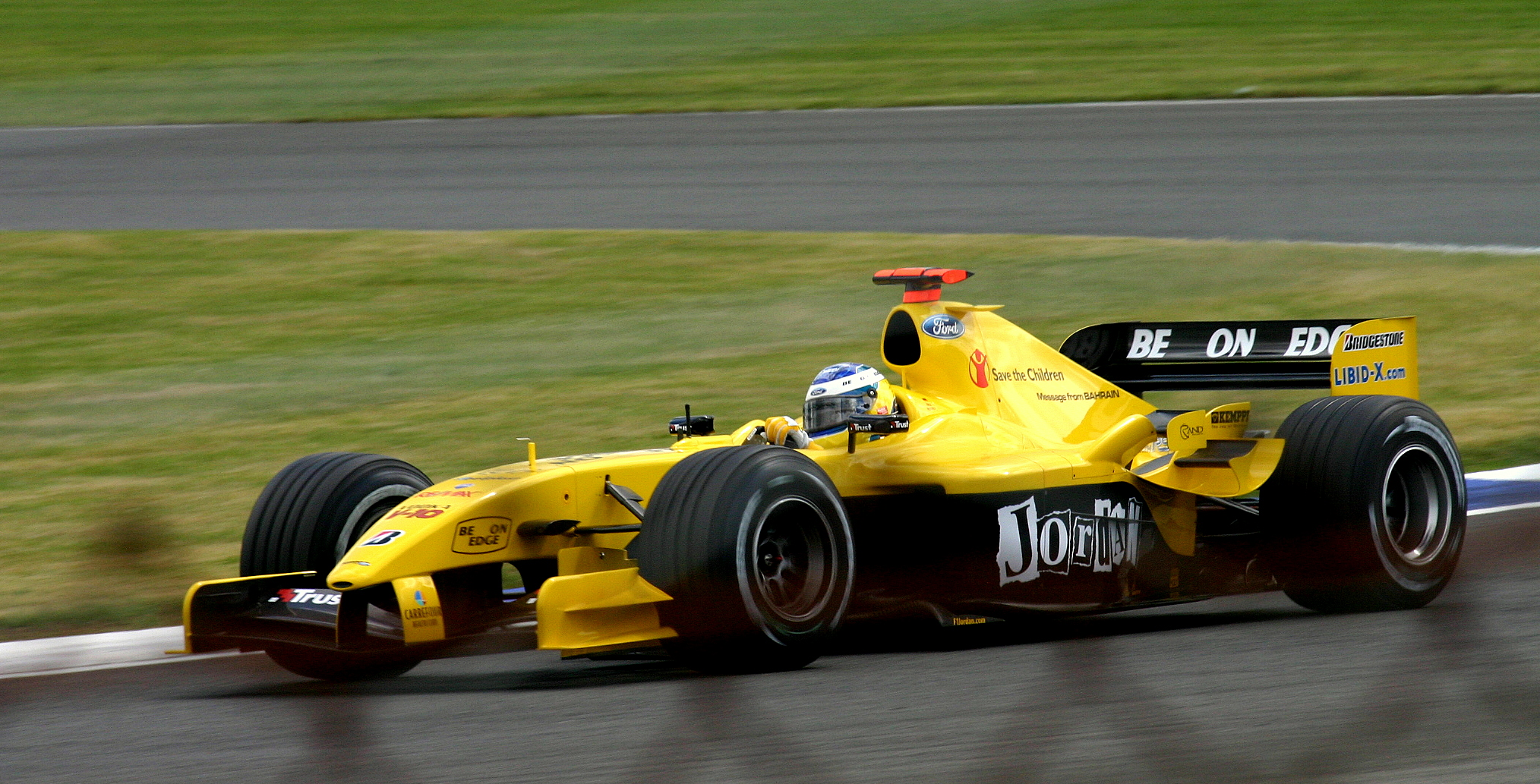
Nick Heidfeld în antrenamentele pentru Marele Premiu al Marii Britanii din 2004.

În 2004, Jordan a avut grave dificultăți financiare, iar statutul lor pentru viitor era incert. Echipa i-a aliniat pe germanul Nick Heidfeld, venit de la Sauber, și pe debutantul italian Giorgio Pantano. Fost campion de F3000, Heidfeld a arătat potențial, dar nu a putut obține multe rezultate bune din cauza performanței inițiale slabe a mașinii. Sezonul lui Pantano a fost plin de probleme de sponsorizare. El a ratat cursa din Canada din cauza lipsei de finanțare, Timo Glock intervenind pentru a-l înlocui. Glock a reușit să marcheze două puncte la debut, terminând chiar înaintea lui Heidfeld, deși acestea au fost obținute după ce cele două mașini Toyota și Williams au fost descalificate pentru nereguli privind conductele de frână. Mai târziu în sezon, Glock l-a înlocuit definitiv pe Pantano. La fel ca și în sezonul precedent, echipa a terminat doar în fața lui Minardi în clasamentul constructorilor.
După decizia Ford de a scoate Cosworth la vânzare, Jordan a rămas fără un furnizor de motoare pentru 2005. Cu toate acestea, la scurt timp, Toyota a fost de acord să le furnizeze motoare identice cu cele din fabrică pentru mașinile Toyota. În 2005, după o întâlnire a constructorilor la Heathrow, Bernie Ecclestone i l-a prezentat pe Alex Shnaider lui Eddie Jordan. Șase săptămâni mai târziu, Jordan a vândut echipa către Midland Group pentru 60 de milioane de dolari. În ziua în care a fost semnat contractul, Eddie a stat în biroul lui Ian Phillips și a plâns.

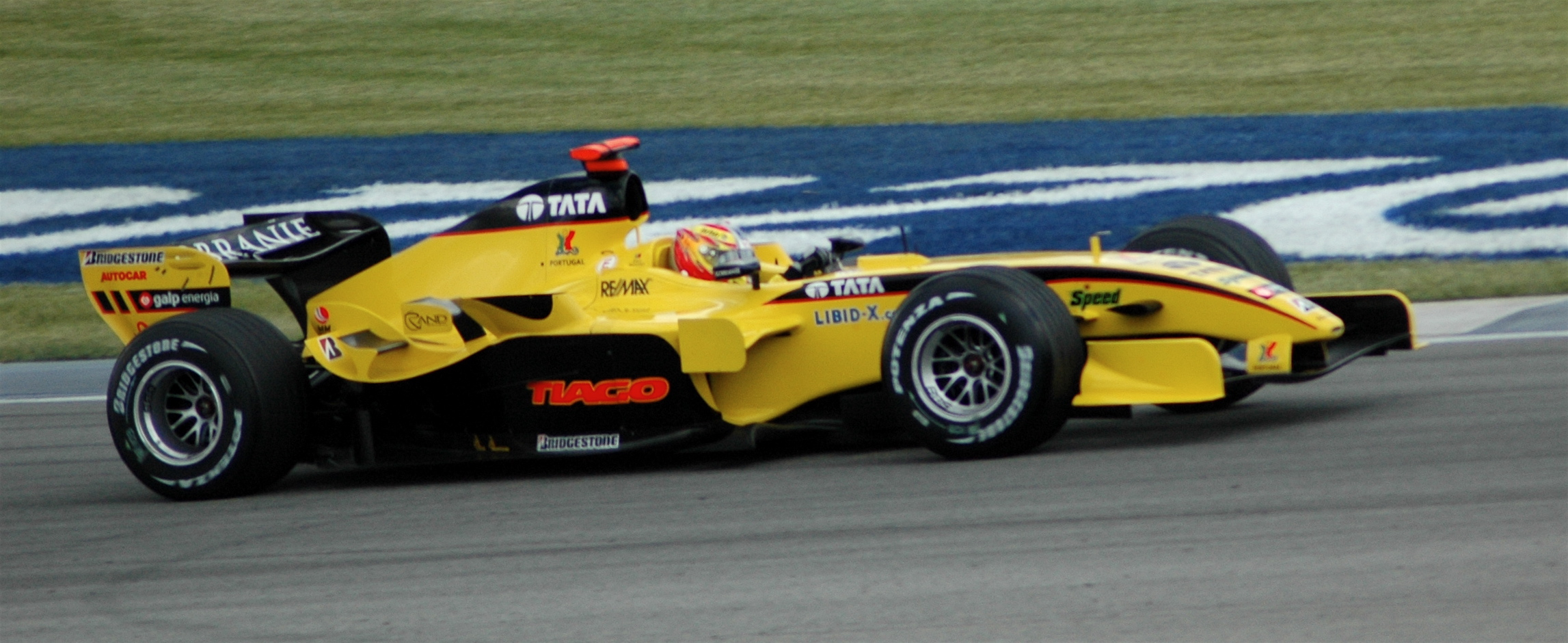
Tiago Monteiro în calificările pentru Marele Premiu al Statelor Unite din 2005. El a obținut ultimul podium pentru Jordan în cursa respectivă după ce s-a clasat pe locul 3.

Numele „Jordan” a fost păstrat pentru sezonul 2005, înainte de a fi schimbat în Midland MF1 Racing pentru sezonul 2006. Pe tot parcursul anului 2005, jurnaliștii s-au întrebat dacă Midland va rămâne în Formula 1 pe termen lung, circulând zvonuri că echipa era de vânzare și că fostul pilot Eddie Irvine era interesat să o cumpere. Anul a asistat și la debutul a doi noi piloți, Narain Karthikeyan și Tiago Monteiro. 2005 a confirmat doar statutul lui Jordan în spatele grilei. Un ultim podium a venit în cursa extrem de controversată de la Indianapolis, Monteiro terminând pe locul 3, fiind urmat de coechipierul său pe locul 4, după ce majoritatea rivalilor nu au luat startul. Monteiro a reușit un excelent loc opt la Spa în condiții de ploaie pentru a oferi echipei ultimul punct din Formula 1. Cursa finală pentru echipă a fost una discretă, Monteiro terminând pe locul 11, Karthikeyan abandonând după un accident spectaculos.

## Palmares complet în Formula 1
| Legendă      | Legendă                                                |
| Culoare      | Rezultat                                               |
| ------------ | ------------------------------------------------------ |
| Auriu        | Câștigător                                             |
| Argintiu     | Locul 2                                                |
| Bronz        | Locul 3                                                |
| Verde        | Alte locuri care punctează                             |
| Albastru     | Alte locuri                                            |
| Albastru     | Nu s-a clasat, dar a terminat cursa (NC)               |
| Purpuriu     | A abandonat cursa (Ab)                                 |
| Negru        | Descalificat (DSC)                                     |
| Alb          | Nu a luat startul (NS)                                 |
| Roșu         | Nu s-a calificat (NSC)                                 |
| Roșu         | Nu s-a precalificat (NSPC)                             |
| Fără culoare | Retras înainte de calificări (Ret)                     |
| Fără culoare | Exclus (EX)                                            |
| Fără culoare | Nu a participat (celulă goală)                         |
| Adnotare     | Însemnătate                                            |
| P            | Pole position                                          |
| R            | Cel mai rapid tur                                      |
| *            | Nu a terminat, dar a parcurs mai mult de 90% din cursă |

| Sezon  | Șasiu      | Motor                         | Pneu | Piloți                | 1    | 2   | 3   | 4   | 5   | 6   | 7   | 8   | 9   | 10  | 11  | 12  | 13  | 14  | 15  | 16   | 17  | 18  | 19  | Pct. | Poz. |
| ------ | ---------- | ----------------------------- | ---- | --------------------- | ---- | --- | --- | --- | --- | --- | --- | --- | --- | --- | --- | --- | --- | --- | --- | ---- | --- | --- | --- | ---- | ---- |
| 1991   | 191        | Ford HB4 3,5 V8               | G    |                       | USA  | BRA | SMR | MON | CAN | MEX | FRA | GBR | DEU | HUN | BEL | ITA | POR | ESP | JPN | AUS‡ | N/A | N/A | N/A | 13   | 5    |
| 1991   | 191        | Ford HB4 3,5 V8               | G    | Bertrand Gachot       | 10   | 13  | Ab  | 8   | 5   | Ab  | Ab  | 6   | 6   | 9R  |     |     |     |     |     |      |     |     |     | 13   | 5    |
| 1991   | 191        | Ford HB4 3,5 V8               | G    | Michael Schumacher    |      |     |     |     |     |     |     |     |     |     | Ab  |     |     |     |     |      |     |     |     | 13   | 5    |
| 1991   | 191        | Ford HB4 3,5 V8               | G    | Roberto Moreno        |      |     |     |     |     |     |     |     |     |     |     | Ab  | 10  |     |     |      |     |     |     | 13   | 5    |
| 1991   | 191        | Ford HB4 3,5 V8               | G    | Alessandro Zanardi    |      |     |     |     |     |     |     |     |     |     |     |     |     | 9   | Ab  | 9    |     |     |     | 13   | 5    |
| 1991   | 191        | Ford HB4 3,5 V8               | G    | Andrea de Cesaris     | NSPC | Ab  | Ab  | Ab  | 4   | 4   | 6   | Ab  | 5   | 7   | 13  | 7   | 8   | Ab  | Ab  | 8    |     |     |     | 13   | 5    |
| 1992   | 192        | Yamaha OX99 3,5 V12           | G    |                       | RSA  | MEX | BRA | ESP | SMR | MON | CAN | FRA | GBR | DEU | HUN | BEL | ITA | POR | JPN | AUS  | N/A | N/A | N/A | 1    | 11   |
| 1992   | 192        | Yamaha OX99 3,5 V12           | G    | Stefano Modena        | NSC  | Ab  | Ab  | NSC | Ab  | Ab  | Ab  | Ab  | Ab  | NSC | Ab  | 15  | NSC | 13  | 7   | 6    |     |     |     | 1    | 11   |
| 1992   | 192        | Yamaha OX99 3,5 V12           | G    | Maurício Gugelmin     | 11   | Ab  | Ab  | Ab  | 7   | Ab  | Ab  | Ab  | Ab  | 15  | 10  | 14  | Ab  | Ab  | Ab  | Ab   |     |     |     | 1    | 11   |
| 1993   | 193        | Hart 1035 3,5 V10             | G    |                       | RSA  | BRA | EUR | SMR | ESP | MON | CAN | FRA | GBR | DEU | HUN | BEL | ITA | POR | JPN | AUS  | N/A | N/A | N/A | 3    | 11   |
| 1993   | 193        | Hart 1035 3,5 V10             | G    | Rubens Barrichello    | Ab   | Ab  | 10  | Ab  | 12  | 9   | Ab  | 7   | 10  | Ab  | Ab  | Ab  | Ab  | 13  | 5   | 11   |     |     |     | 3    | 11   |
| 1993   | 193        | Hart 1035 3,5 V10             | G    | Ivan Capelli          | Ab   | NSC |     |     |     |     |     |     |     |     |     |     |     |     |     |      |     |     |     | 3    | 11   |
| 1993   | 193        | Hart 1035 3,5 V10             | G    | Thierry Boutsen       |      |     | Ab  | Ab  | 11  | Ab  | 12  | 11  | Ab  | 13  | 9   | Ab  |     |     |     |      |     |     |     | 3    | 11   |
| 1993   | 193        | Hart 1035 3,5 V10             | G    | Marco Apicella        |      |     |     |     |     |     |     |     |     |     |     |     | Ab  |     |     |      |     |     |     | 3    | 11   |
| 1993   | 193        | Hart 1035 3,5 V10             | G    | Emanuele Naspetti     |      |     |     |     |     |     |     |     |     |     |     |     |     | Ab  |     |      |     |     |     | 3    | 11   |
| 1993   | 193        | Hart 1035 3,5 V10             | G    | Eddie Irvine          |      |     |     |     |     |     |     |     |     |     |     |     |     |     | 6   | Ab   |     |     |     | 3    | 11   |
| 1994   | 194        | Hart 1035 3,5 V10             | G    |                       | BRA  | PAC | SMR | MON | ESP | CAN | FRA | GBR | DEU | HUN | BEL | ITA | POR | EUR | JPN | AUS  | N/A | N/A | N/A | 28   | 5    |
| 1994   | 194        | Hart 1035 3,5 V10             | G    | Rubens Barrichello    | 4    | 3   | NSC | Ab  | Ab  | 7   | Ab  | 4   | Ab  | Ab  | AbP | 4   | 4   | 12  | Ab  | 4    |     |     |     | 28   | 5    |
| 1994   | 194        | Hart 1035 3,5 V10             | G    | Eddie Irvine          | Ab   |     |     |     | 6   | Ab  | Ab  | NS  | Ab  | Ab  | 13  | Ab  | 7   | 4   | 5   | Ab   |     |     |     | 28   | 5    |
| 1994   | 194        | Hart 1035 3,5 V10             | G    | Aguri Suzuki          |      | Ab  |     |     |     |     |     |     |     |     |     |     |     |     |     |      |     |     |     | 28   | 5    |
| 1994   | 194        | Hart 1035 3,5 V10             | G    | Andrea de Cesaris     |      |     | Ab  | 4   |     |     |     |     |     |     |     |     |     |     |     |      |     |     |     | 28   | 5    |
| 1995   | 195        | Peugeot A10 3,0 V10           | G    |                       | BRA  | ARG | SMR | ESP | MON | CAN | FRA | GBR | DEU | HUN | BEL | ITA | POR | EUR | PAC | JPN  | AUS | N/A | N/A | 21   | 6    |
| 1995   | 195        | Peugeot A10 3,0 V10           | G    | Rubens Barrichello    | Ab   | Ab  | Ab  | 7   | Ab  | 2   | 6   | 11  | Ab  | 7   | 6   | Ab  | 11  | 4   | Ab  | Ab   | Ab  |     |     | 21   | 6    |
| 1995   | 195        | Peugeot A10 3,0 V10           | G    | Eddie Irvine          | Ab   | Ab  | 8   | 5   | Ab  | 3   | 9   | Ab  | 9   | 13  | Ab  | Ab  | 10  | 6   | 11  | 4    | Ab  |     |     | 21   | 6    |
| 1996   | 196        | Peugeot A12 EV5 3,0 V10       | G    |                       | AUS  | BRA | ARG | EUR | SMR | MON | ESP | CAN | FRA | GBR | DEU | HUN | BEL | ITA | POR | JPN  | N/A | N/A | N/A | 22   | 5    |
| 1996   | 196        | Peugeot A12 EV5 3,0 V10       | G    | Rubens Barrichello    | Ab   | Ab  | 4   | 5   | 5   | Ab  | Ab  | Ab  | 9   | 4   | 6   | 6   | Ab  | 5   | Ab  | 9    |     |     |     | 22   | 5    |
| 1996   | 196        | Peugeot A12 EV5 3,0 V10       | G    | Martin Brundle        | Ab   | 12  | Ab  | 6   | Ab  | Ab  | Ab  | 6   | 8   | 6   | 10  | Ab  | Ab  | 4   | 9   | 5    |     |     |     | 22   | 5    |
| 1997   | 197        | Peugeot A14 3,0 V10           | G    |                       | AUS  | BRA | ARG | SMR | MON | ESP | CAN | FRA | GBR | DEU | HUN | BEL | ITA | AUT | LUX | JPN  | EUR | N/A | N/A | 33   | 5    |
| 1997   | 197        | Peugeot A14 3,0 V10           | G    | Ralf Schumacher       | Ab   | Ab  | 3   | Ab  | Ab  | Ab  | Ab  | 6   | 5   | 5   | 5   | Ab  | Ab  | 5   | Ab  | 9    | Ab  |     |     | 33   | 5    |
| 1997   | 197        | Peugeot A14 3,0 V10           | G    | Giancarlo Fisichella  | Ab   | 8   | Ab  | 4   | 6   | 9R  | 3   | 9   | 7   | 11  | Ab  | 2   | 4   | 4   | Ab  | 7    | 11  |     |     | 33   | 5    |
| 1998   | 198        | Mugen-Honda MF-301 HC 3,0 V10 | G    |                       | AUS  | BRA | ARG | SMR | ESP | MON | CAN | FRA | GBR | AUT | DEU | HUN | BEL | ITA | LUX | JPN  | N/A | N/A | N/A | 34   | 4    |
| 1998   | 198        | Mugen-Honda MF-301 HC 3,0 V10 | G    | Damon Hill            | 8    | DSC | 8   | 10  | Ab  | 8   | Ab  | Ab  | Ab  | 7   | 4   | 4   | 1   | 6   | 9   | 4    |     |     |     | 34   | 4    |
| 1998   | 198        | Mugen-Honda MF-301 HC 3,0 V10 | G    | Ralf Schumacher       | Ab   | Ab  | Ab  | 7   | 11  | Ab  | Ab  | 16  | 6   | 5   | 6   | 9   | 2   | 3   | Ab  | Ab   |     |     |     | 34   | 4    |
| 1999   | 199        | Mugen-Honda MF-301 HD 3,0 V10 | B    |                       | AUS  | BRA | SMR | MON | ESP | CAN | FRA | GBR | AUT | DEU | HUN | BEL | ITA | EUR | MYS | JPN  | N/A | N/A | N/A | 61   | 3    |
| 1999   | 199        | Mugen-Honda MF-301 HD 3,0 V10 | B    | Damon Hill            | Ab   | Ab  | 4   | Ab  | 7   | Ab  | Ab  | 5   | 8   | Ab  | 6   | 6   | 10  | Ab  | Ab  | Ab   |     |     |     | 61   | 3    |
| 1999   | 199        | Mugen-Honda MF-301 HD 3,0 V10 | B    | Heinz-Harald Frentzen | 2    | 3   | Ab  | 4   | Ab  | 11  | 1   | 4   | 4   | 3   | 4   | 3   | 1   | AbP | 6   | 4    |     |     |     | 61   | 3    |
| 2000   | EJ10 EJ10B | Mugen-Honda MF-301 HE 3,0 V10 | B    |                       | AUS  | BRA | SMR | GBR | ESP | EUR | MON | CAN | FRA | AUT | DEU | HUN | BEL | ITA | USA | JPN  | MYS | N/A | N/A | 17   | 6    |
| 2000   | EJ10 EJ10B | Mugen-Honda MF-301 HE 3,0 V10 | B    | Heinz-Harald Frentzen | Ab   | 3   | Ab  | 17  | 6   | Ab  | 10  | Ab  | 7   | Ab  | Ab  | 6   | 6   | Ab  | 3   | Ab   | Ab  |     |     | 17   | 6    |
| 2000   | EJ10 EJ10B | Mugen-Honda MF-301 HE 3,0 V10 | B    | Jarno Trulli          | Ab   | 4   | 15  | 6   | 12  | Ab  | Ab  | 6   | 6   | Ab  | 9   | 7   | Ab  | Ab  | Ab  | 13   | 12  |     |     | 17   | 6    |
| 2001   | EJ11       | Honda RA001E 3,0 V10          | B    |                       | AUS  | MYS | BRA | SMR | ESP | AUT | MON | CAN | EUR | FRA | GBR | DEU | HUN | BEL | ITA | USA  | JPN | N/A | N/A | 19   | 5    |
| 2001   | EJ11       | Honda RA001E 3,0 V10          | B    | Heinz-Harald Frentzen | 5    | 4   | 11  | 6   | Ab  | Ab  | Ab  |     | Ab  | 8   | 7   |     |     |     |     |      |     |     |     | 19   | 5    |
| 2001   | EJ11       | Honda RA001E 3,0 V10          | B    | Ricardo Zonta         |      |     |     |     |     |     |     | 7   |     |     |     | Ab  |     |     |     |      |     |     |     | 19   | 5    |
| 2001   | EJ11       | Honda RA001E 3,0 V10          | B    | Jean Alesi            |      |     |     |     |     |     |     |     |     |     |     |     | 10  | 6   | 8   | 7    | Ab  |     |     | 19   | 5    |
| 2001   | EJ11       | Honda RA001E 3,0 V10          | B    | Jarno Trulli          | Ab   | 8   | 5   | 5   | 4   | DSC | Ab  | 11  | Ab  | 5   | Ab  | Ab  | Ab  | Ab  | Ab  | 4    | 8   |     |     | 19   | 5    |
| 2002   | EJ12       | Honda RA002E 3,0 V10          | B    |                       | AUS  | MYS | BRA | SMR | ESP | AUT | MON | CAN | EUR | GBR | FRA | DEU | HUN | BEL | ITA | USA  | JPN | N/A | N/A | 9    | 6    |
| 2002   | EJ12       | Honda RA002E 3,0 V10          | B    | Giancarlo Fisichella  | Ab   | 13  | Ab  | Ab  | Ab  | 5   | 5   | 5   | Ab  | 7   | NSC | Ab  | 6   | Ab  | 8   | 7    | Ab  |     |     | 9    | 6    |
| 2002   | EJ12       | Honda RA002E 3,0 V10          | B    | Takuma Sato           | Ab   | 9   | 9   | Ab  | Ab  | Ab  | Ab  | 10  | 16  | Ab  | Ab  | 8   | 10  | 11  | 12  | 11   | 5   |     |     | 9    | 6    |
| 2003   | EJ13       | Ford RS1 3,0 V10              | B    |                       | AUS  | MYS | BRA | SMR | ESP | AUT | MON | CAN | EUR | FRA | GBR | DEU | HUN | ITA | USA | JPN  | N/A | N/A | N/A | 13   | 9    |
| 2003   | EJ13       | Ford RS1 3,0 V10              | B    | Giancarlo Fisichella  | 12   | Ab  | 1   | 15  | Ab  | Ab  | 10  | Ab  | 12  | Ab  | Ab  | 13  | Ab  | 10  | 7   | Ab   |     |     |     | 13   | 9    |
| 2003   | EJ13       | Ford RS1 3,0 V10              | B    | Ralph Firman          | Ab   | 10  | Ab  | Ab  | 8   | 11  | 12  | Ab  | 11  | 15  | 13  | Ab  |     |     | Ab  | 14   |     |     |     | 13   | 9    |
| 2003   | EJ13       | Ford RS1 3,0 V10              | B    | Zsolt Baumgartner     |      |     |     |     |     |     |     |     |     |     |     |     | Ab  | 11  |     |      |     |     |     | 13   | 9    |
| 2004   | EJ14       | Ford RS2 3,0 V10              | B    |                       | AUS  | MYS | BHR | SMR | ESP | MON | EUR | CAN | USA | FRA | GBR | DEU | HUN | BEL | ITA | CHN  | JPN | BRA | N/A | 5    | 9    |
| 2004   | EJ14       | Ford RS2 3,0 V10              | B    | Nick Heidfeld         | Ab   | Ab  | 15  | Ab  | Ab  | 7   | 10  | 8   | Ab  | 16  | 15  | Ab  | 12  | 11  | 14  | 13   | 13  | Ab  |     | 5    | 9    |
| 2004   | EJ14       | Ford RS2 3,0 V10              | B    | Giorgio Pantano       | 14   | 13  | 16  | Ab  | Ab  | Ab  | 13  |     | Ab  | 17  | Ab  | 15  | Ab  | Ab  | Ab  |      |     |     |     | 5    | 9    |
| 2004   | EJ14       | Ford RS2 3,0 V10              | B    | Timo Glock            |      |     |     |     |     |     |     | 7   |     |     |     |     |     |     |     | 15   | 15  | 15  |     | 5    | 9    |
| 2005   | EJ15 EJ15B | Toyota RVX-05 3,0 V10         | B    |                       | AUS  | MYS | BHR | SMR | ESP | MON | EUR | CAN | USA | FRA | GBR | DEU | HUN | TUR | ITA | BEL  | BRA | JPN | CHN | 12   | 9    |
| 2005   | EJ15 EJ15B | Toyota RVX-05 3,0 V10         | B    | Tiago Monteiro        | 16   | 12  | 10  | 13  | 12  | 13  | 15  | 10  | 3   | 13  | 17  | 17  | 13  | 15  | 17  | 8    | Ab  | 13  | 11  | 12   | 9    |
| 2005   | EJ15 EJ15B | Toyota RVX-05 3,0 V10         | B    | Narain Karthikeyan    | 15   | 11  | Ab  | 12  | 13  | Ab  | 16  | Ab  | 4   | 15  | Ab  | 16  | 12  | 14  | 20  | 11   | 15  | 15  | Ab  | 12   | 9    |
| Sezon  | Șasiu      | Motor                         | Pneu | Piloți                | 1    | 2   | 3   | 4   | 5   | 6   | 7   | 8   | 9   | 10  | 11  | 12  | 13  | 14  | 15  | 16   | 17  | 18  | 19  | Pct. | Poz. |
| Sursa: |            |                               |      |                       |      |     |     |     |     |     |     |     |     |     |     |     |     |     |     |      |     |     |     |      |      |

Notă:
- ‡ – Au fost acordate puncte înjumătățite la Marele Premiu al Australiei din 1991 deoarece a fost parcursă mai puțin de 75% din distanța programată din cauza vremii.